# Суецка криза
Суецката криза, също наричана Операция Кадеш или Синайска война (в арабския свят позната и като Тристранната агресия), е нахлуването в Египет от Израел, Великобритания и Франция в края на 1956 г. Целта е да се въведе контрол на Запада в Суецкия канал и да се премахне египетския президент Гамал Абдел Насер, който е национализирал канала. След началото на сраженията, политически натиск от САЩ, СССР и ООН води до изтеглянето на войските на трите страни. Това унижава Великобритания и Франция и заздравява позицията на Насер.
На 29 октомври Израел нахлува в Синай. Великобритания и Франция издават съвместен ултиматум за прекратяване на огъня, който бива игнориран. На 5 ноември Великобритания и Франция приземяват парашутисти покрай Суецкия канал. Египетските сили са победени, но блокират канала за превоз на стоки. По-късно става ясно, че израелското нападение и последвалата англо-френска атака са били планувани предварително от трите държави.
Трите съюзника достигат военните си цели, но каналът е неизползваем. Голямо политическо напрежение от САЩ и СССР водят до изтеглянето на войските им. Американският президент Дуайт Айзенхауър предупреждава Великобритания да не започва война и впоследствие заплашва със сериозни щети по британската финансова система като продава британските лири на американското правителство. Историците заключват, че кризата „слага край на британската роля като голяма световна сила“. Суецкият канал е затворен от октомври 1956 г. до март 1957 г. Израел постига някои от целите си като постига свобода за корабна навигация през Тиранския проток, който Египет е блокирал за израелски доставки от 1950 г.
В резултат на конфликта Обединените нации създават миротворителна сила (UNEF), която да охранява границата между Египет и Израел, британският министър-председател Антъни Идън подава оставка, канадският министър на външните работи Лестър Пиърсън печели нобелова награда за мир, а СССР вероятно се осмелява да нахлуе в Унгария.

## Суецкият канал до 1956 г.
През 1875 г. английският премиер-министър Бенджамин Дизраели лорд Бийкънсфийлд, без да се посъветва с парламента, купува част от акциите на Суецката компания. Покупката е извършена с ясната цел, че по този начин достъпът на британските войски до Египет ще бъде значително улеснен. По онова време Суецката компания е крупно международно предприятие, чийто административен съвет се намира в Париж, представен от френски, английски и американски капитали. Акциите на компанията са поделени така, че решаващата дума имат английските дипломати. В годините след Втората световна война през канала минават около 1/6 от световния морски трафик, около 1/4 от английския външнотърговски оборот, 8% от френския и значителна част от транспорта на нефт на САЩ. Постепенно Суецката компания получава прозвището „държава в държавата“, тя не спазва египетското законодателство, дори и формално да е египетско предприятие и да е длъжна да се съобразява с египетските закони. Получава се точно обратното – именно Суецката компания диктува местните закони на Египет. За период от 35 години компанията отчита печалба от 45 296 000 долара. Суецкият канал е най-прекият път от северната част на Атлантическия океан и Средиземно море до Индийския океан.

## Причини за конфликта
Гамал Абдел Насър започва широкомащабни икономически реформи в Египет, като една от тях е построяването на Асуанския язовир на река Нил. По този начин водите на реката ще може да се използват за напояване и произвеждане на електроенергия. За построяването на язовира са нужни приблизително 1300 милиона долара и затова египетското правителство започва да води преговори с Международната банка за отпускане на заем. През февруари 1956 г. е постигнато споразумение, но при условие, че Великобритания и САЩ се включат, давайки помощ в размер на 70 милиона долара. Двете държави се отказват от обещанието си заради сключените договори за закупуване на оръжие между Египет и СССР. На 17 юли 1956 г. британското правителство окончателно отказва да спонсорира построяването на язовира. Въпреки важността си за икономическото развитие на Египет, проектът за строеж на язовира пропада. Точно когато младата република има сериозни финансови затруднения, президентът Насър взема решението за национализация на Суецката компания, която има право да експлоатира Суецкия канал и да контролира преминаването през него.

## Декрет за национализация и ответни реакции
На 26 юли 1956 г. в Александрия президентът Насър публично обявява, че е приет Декретът за национализиране на Суецката компания. Според чл. 1 на Декрета става ясно, че „цялото ѝ имущество и права преминават в ръцете на държавата, всички съществуващи органи и комисии за управление се разпускат“, а по чл. 2 „управлението на службата за движение по Суецкия канал ще се осъществява от независими органи, представляващи юридически лица и свързани с Министерството на търговията на Египет“. Актът за национализацията на канала е в пълно съответствие както с египетското законодателство, така и с нормите на международното право, а египетските управници се позовават и на резолюция, приета от Генералната Асамблея на ООН през 1952 г., в която се признава „правото на народите свободно да се разпореждат със своите естествени богатства и ресурси и свободно да ги експлоатират“. Това е неотменно право на суверенните правови държави съответства и на принципите на Устава на ООН.
В своята книга „Суецката война“ историкът Пол Джонсън пише: ”Египет нарушил ли е който и да е договор? Очевидно не. Спрямо Споразумението за канала от 1954 г., което е поставило края на английската окупация в зоната на канала, Египет се е съгласил да се придържа към Конвенцията от 1888 г., която гарантира, че каналът ще остане открит за съдове на всички нации в мирно и военно време. Но това съвсем не касае собствеността на канала. Конвенцията от 1888 г. е установила ясно различие между правото на собственост на канала и преминаването на съдове по канала“.
Декретът за национализация на Суецката компания се приема отрицателно от всички западни държави и най-вече от Великобритания и Франция. Това е удар за западните компании „Ункрес“, „Шнайдер“, „Дьо Вандел“, „Стандарт Ойл“. Правителствата на Великобритания и Франция възприемат национализацията като произвол от страна на египетското правителство, това е удар върху техните империалистически интереси в района на Близкия и Среден Изток, на който те отдават голямо стратегическо и икономическо значение.

## Етапи на кризата
Суецката криза може да се раздели на 2 етапа – първият обхваща периода между юли и октомври, в който се водят дипломатически преговори, провеждат се конференции и се води тайна военна подготовка; вторият етап обхваща времето от 30 октомври до 7 ноември, през който се извършват военни атаки от страна на Израел, Франция и Великобритания срещу Египет. Именно заради вторият етап на кризата тя става известна и като „Тройната агресия“.

### Дипломатически преговори
Първият етап се характеризира най-вече с конференциите, свикани по идея на правителствата на САЩ, Великобритания и Франция. В Лондон е свикана конференция на страните, заинтересовани от използването на Суецкия канал, на която са поканени представители на Австралия, Гърция, Дания, Египет, Етиопия, Западна Германия, Индия, Индонезия, Иран, Испания, Италия, Нидерландия, Нова Зеландия, Норвегия, Пакистан, Португалия, САЩ, СССР, Турция, Франция, Цейлон, Швеция и Япония. Повечето от поканените държави са членки на НАТО, Багдадския пакт или се намират в икономическа зависимост от Запада. Прави впечатление, че не са поканени много държави, които също имат интереси относно решаването на спора за канала – Полша, Румъния, България, Финландия и други.
Лондонската конференция по въпроса за Суецкия канал е официално открита на 16 август 1956 г. В нея взимат участие 22 държави. Трябва да се спомене, че конференцията е свикана без предварителни консултации с Египет, през чиято територия преминава Суецкият канал. СССР ясно изразява позицията си, че национализацията от страна на Египет не е в разрез с международното право и Конвенцията от 1888 г. На обратното мнение е делегацията от САЩ, чийто лидер Далас съзнателно преувеличава значението на национализирането на канала от страна на Египет и се опитва да докаже, че Суецката компания трябва да е с международен статут, а също и че египетското правителство е нарушило международното право и е нанесло поражение върху икономиките на много държави. Делегацията на САЩ внася за разглеждане проект за регулиране на суецкия въпрос. Съгласно него управлението на канала не трябва да е в ръцете на Египет (реалния му владетел), а в ръцете на международен орган, на който Египет е длъжен да „предостави всички права и възможности“ за управлението на канала. Следователно Египет е длъжен да се откаже от суверенното си право в полза на международния орган.
На 18 август 1956 г. английският министър на външните работи лорд Лойд осъжда действията на Египет като незаконни, нарушаващи международните договори и нанасящи вреда върху интересите на другите държави, и заявява, че Суецкият канал има важно значение за Монархията. Френският представител, подкрепен от представителите на САЩ и Великобритания, се опитва да докаже, че Суецката компания е с международен статут и Египет няма право без предварителни консултации с другите заинтересовани страни да я национализира. Френският министър предлага да се създаде международен орган за управлението на Суецкия канал. В него са длъжни да вземат участие основните страни, заинтересувани от използването на канала. Международният орган ще бъде свързан с ООН и ще има следните правомощия: определяне на таксите и налозите, следене за нормалното функциониране на канала, определяне на нужните инвестиции, определяне на компенсациите за международните компании и египетския дял от доходите.
В резултат от Лондонската конференция е взето решението да се предадат на египетското правителство пълните протоколи от конференцията. Конференцията приключва на 23 август 1956 г. Последвалите действия ясно показват, че западните държави и най-вече Великобритания и Франция не са заинтересовани от мирното решение на суецкия въпрос. Те използват конференцията, за да получат отказа на Египет за приемането на плана „Далас“ и след това да могат да използват този отказ като причина за военните си интервенции в Египет. Конференцията служи също така за прикритие на започналите по-рано военни подготовки за нападение над Египет.
В периода 28 – 31 август Великобритания и Франция налагат блокада на Египет. На 16 септември 1956 г. е публикувано заявление на съветското правителство за необходимостта от мирно решение на Суецкия въпрос, в което подробно се излага позицията на СССР и се предлагат варианти за решение на проблема. В заявлението ясно се заявява, че правителствата на Великобритания и Франция нямат никакво основание да използват сила спрямо Египет.
На 19 септември 1956 г. по предложение на САЩ е свикано Лондонско съвещание, на което отново да се обсъди въпросът за Суецкия канал. Присъстват представители на Австралия, Великобритания, Дания, Етиопия, Западна Германия, Испания, Италия, Иран, Нидерландия, Нова Зеландия, Норвегия, Пакистан, Португалия, САЩ, Турция, Франция, Швеция и Япония. Това съвещание има незаконен характер, защото се цели решаване на проблема зад гърба на собственика на територията на канала Египет, а също и поради отсъствието на заинтересовани държави като Бирма, България, Индия, Индонезия, Китайската народна република, Полша, Румъния, СССР, Финландия, Цейлон и други. Целта на конференцията е да се вземе решение, което да оспори суверенното право на Египет над Суецкия канал. На съвещанието е предложено да се приеме американският план за създаване на Асоциация на ползвателите на Суецкия канал, който гласял: членове на Асоциацията на ползвателите на Суецкия канал (АПСК) ще бъдат държавите, взели участие в Лондонското съвещание и подписали настоящата декларация; други държави ще могат да се присъединят, стига да отговарят на критериите, изготвени от Асоциацията в бъдеще. Целта на създаването на Асоциацията е лишаването на Египет от неговото суверенно право над канала. САЩ също така имат план, ако решението за създаване на АПСК не бъде прието, да се бойкотира самият канал и никоя държава да не го използва за транспортиране.
След Лондонската конференция и Лондонското съвещание Великобритания и Франция решават да се обърнат към ООН и с това целят спечелване на повече време за подготовката на военното нападение над Египет. На 23 септември 1956 г. правителствата на Франция и Великобритания се обръщат към председателя на Съвета за сигурност към ООН с молба на 26 септември да се проведе заседание, на което да се разгледа „ситуацията, създадена от едностранните действия на египетското правителство, положили края на системата за международна експлоатация на Суецкия канал, която била потвърдена и завършена с конвенцията за Суецкия канал от 1888 г.“ Те заявяват, че национализацията на канала представлява опасност за световния мир.
Трябва да се отбележи, че в периода 26 юли – 11 август 1956 г. през Суецкия канал преминават 738 морски съда, а през същия период 1957 г. – 725. Това ясно показва, че египетската държава може да се справи с управлението и експлоатацията на канала. Такива действия на египетското правителство не могат да са предмет на разглеждане на Съвета за сигурност към ООН. В действителност Франция и Великобритания с действията си създават заплаха за света и международния ред. За това свидетелстват и военните действия, които 2-те държави предприемат. В бойна готовност са приведени десантни съдове, бронетранспортьори, ескадрони, танкове и друга военна техника. От всички краища на света към Средиземноморието започват да се отправят военни кораби. В района на Алжир са съсредоточени 3 дивизии, а в района на Марсилия – 6 пехотни батальона. В Никозия е сформиран обединен общ британско-френски щаб под командването на генерал Кейтли. Великобритания и Франция налагат икономически санкции на Египет.
Съзирайки сериозната опасност, на 24 септември 1956 г. египетското правителство се обръща към председателя на Съвета за сигурност към ООН с молба за създаване на комисия, която да разгледа въпроса за предприетите от Великобритания и Франция действия против Египет. На 26 и 27 септември 1956 г. в Париж се провеждат преговори между премиерите и министрите на външните работи на Франция и Великобритания. Също на 26 септември 1956 г. е свикан Съветът за сигурност на ООН. 2-те държави предприемат нови действия – свикано е ново лондонско съвещание. Участие вземат 18-те държави, участвали и на предишното. Това ясно показва намерението да се създаде колкото се може по-скоро АПСК. Правителствата на Етиопия, Пакистан и Япония заявяват, че няма да участват в Асоциацията. На 4 октомври 1956 г. е гласувано създаването на съвет, изпълнителни групи и администрация на АПСК.
Правителствата на Франция и Великобритания се опитват да създадат редица пречки пред Египет. Постепенно отзовават всичките си служители от Суецката компания, надявайки се египетското правителство да не успее да се справи с проблема. Получава се точно обратното – Египет мобилизира своите граждани и успява да се справи. В много държави по света се провеждат митинги в подкрепа на египетската държава.

### Военни действия
Вторият етап на Суецката криза започва в края на октомври 1956 г. На 29 октомври същата година в 10 ч. израелски пехотинци навлизат в района на ивицата Газа, а израелски парашутисти извършват десант в проходите Гиди и Митла, на около 5 км от Суецкия канал. Същата нощ британската авиация атакува египетските летища. На 2 ноември 1956 г. израелската армия завзема Бир-гафгафа и опорните пунктове на египтяните в района на Рафиах и ел-Ариш, а по крайбрежието на Червено море – Дахав и Рас-Нацраки. На 31 октомври 1956 г. френски и британски войски извършват морски десанти в района на Суецкия канал, над Порт Саид и Исмаилия, но не успяват да ги окупират и превземат. След няколко дни целият Синайски полуостров е под контрола на Израел. На 5 ноември 1956 г. правителството на СССР изпраща предупредителна нота до Великобритания и Франция. Приета е резолюция на ООН за мирно уреждане на конфликта и изтегляне на чуждите войски от Египет.

## Заключение
От военна гледна точка операция „Мускетар“ (в Израел завладяването на Синай е известно като операция „Кадеш“) е пълен успех. Загубите на Израел са по-малко от 200 убити, на Франция и Великобритания – общо 30, Египет губи около 3000 души.
От политическа гледна точка обаче участващите страни понасят тежки загуби. По същото време САЩ критикува участието на СССР в Унгарската криза. За да избегне позора в очите на Третия свят, САЩ е принуден да се обяви срещу намесата на Великобритания и Франция, особено след като СССР заплашва да се намеси на страната на Египет с „използване на всички модерни средства“ срещу Париж и Лондон. Така администрацията на Айзенхауър се отмята от дадената си по-рано дума и налага на 2-те европейски държави-съюзнички споразумение за прекратяване на огъня. Натискът е предимно финансов и срещу Британия – Айзенхауър заплашва да продаде паричните резерви на САЩ в британски лири, довеждайки Британия до тежка инфлация. Към американския натиск се присъединяват премиерите на Австралия и Канада и през март 1957 г. войските на Израел, Британия и Франция се изтеглят.
Канадският министър на външните работи Лестър Пиърсън предлага на ООН да създаде United Nations Emergency Force (UNEF), на което предложение ООН откликва с голяма готовност. Мироопазващите сили на ООН се настаняват от 2-те страни на канала и довеждат до стабилизация на района до изработването на трайно съглашение. Пиърсън получава Нобеловата награда за мир през 1957 г. и става известен като основателя на концепцията за мироопазване (peacekeeping).
Политическият удар символизира края на Франция и Британия като колониални държави и сили с водещо международно влияние. Антъни Идън е принуден да подаде оставка. През следващите години процесите на деколонизация в Третия свят се засилват рязко, окуражени от слабостта на довчерашните колониални империи. Световното влияние вече съвсем очевидно се поделя между СССР и САЩ, а Британия не предприема друг опит да защити военните си интереси в чужбина без американска подкрепа, чак до Фоклендската криза през 1982 г.
Същевременно популярността на Гамал Насър в арабския свят нараства главоломно. Идеята за панарабизъм се разпространява сред арабските държави и враждебността към Израел се засилва. 25 000 евреи са изгонени от египетското правителство, имуществото им е конфискувано а други 1000 са пратени в затвори и трудови лагери. Суецката криза е и последният път, когато САЩ се противопоставят твърдо на израелски действия – оттогава отношенията на 2-те страни се подобряват все повече. Кораби с товари за и от Израел получават пълна свобода на движение през канала едва с подписването на мирния договор с Египет в 1979 г.